# François Rákóczi
François  Rákóczi de Felsővadász (en hongrois : felsővadászi I. Rákóczi Ferenc), né le 24 février 1645 à Gyulafehérvár et mort le 8 juillet 1676 à Zboró, est un noble hongrois, prince associé de Transylvanie de 1652 à 1660.

## Biographie
Fils de Georges II Rákóczi et de Zsófia Báthory, il naît le 24 février 1645 à Gyulafehérvár, dans le comitat d'Alsó-Fehér, en Transylvanie. Il est associé à son père comme prince de Transylvanie le 24 février 1652. Après la chute de ce dernier, il vit retiré en Hongrie et ne règne jamais effectivement. Il conspire avec son beau-père Petar Zrinski (en hongrois : Zrínyi Péter), le ban de Croatie, mais obtient sa grâce. Il meurt âgé de 31 ans à Zboró, dans le comitat de Sáros, le 8 juillet 1676. Sa veuve se remariera en 1682 avec Imre Thököly, prince de Transylvanie, soutenu par les Turcs.

## Union et postérité
Le 1er mars 1666, François  Rákóczi épouse la comtesse Ilona Zrínyi avec laquelle il a trois enfants :
- György (1667), mort peu de temps après sa naissance
- Julianna (1672–1717)
- Ferenc (1676–1735), prince de Transylvanie et leader de la Guerre d'Indépendance menée contre les Habsbourg.